# King Manu
King Samuel Manu (* 23. November 2003 in Köln) ist ein deutsch-ghanaischer Fußballspieler, der aktuell bei Fortuna Düsseldorf unter Vertrag steht.

## Karriere
Nach seinen Anfängen in der Jugend von TuRU Düsseldorf, Borussia Mönchengladbach und der SG Unterrath wechselte er im Sommer 2019 in die Jugendabteilung von Ratingen 04/19. Im Sommer 2022 schloss er sich dem MSV Düsseldorf in der Oberliga Niederrhein an.
Nach dem Abstieg seiner Mannschaft wechselte er im Sommer 2023 zur zweiten Mannschaft von Fortuna Düsseldorf in die Regionalliga West. Bei der Fortuna kam er auch zu seinem ersten Einsatz im Profibereich in der 2. Bundesliga, als er am 12. November 2023 bei der 0:1-Auswärtsniederlage gegen die SpVgg Greuther Fürth in der 87. Spielminute für Felix Klaus eingewechselt wurde.
Ende August 2024 schloss er sich leihweise dem Drittligisten Hansa Rostock für die Saison 2024/25 an. Sein erstes Spiel machte er dort am 23. November 2024 beim Heimspiel gegen Arminia Bielefeld (2:1). Auf der Seite Liga3-online.de wählten ihn die Leser nach seiner Leistung beim 1:0-Heimsieg über Dynamo Dresden zum besten Spieler des 25. Spieltages. Für die Norddeutschen, die die Saison auf dem 5. Platz beendeten, bestritt er insgesamt 16 Ligaspiele, wovon er zwei mit gelb-roter Karte vorzeitig beenden musste.

## Erfolge
- Landespokalsieger Mecklenburg-Vorpommern: 2025 (mit Hansa Rostock)